# Università Cattolica del Sacro Cuore
Università Cattolica del Sacro Cuore (UCSC) är ett privat universitet beläget i Milano, Italien. Dess huvudsakliga campus är beläget i Milano, Italien med satellit campus i Brescia, Piacenza, Cremona, Rom och Campobasso. Det UCSC är den största privata universitetet i Europa och den största och en av de mest framstående katolska universitet i världen. 